# Recovery (Runrig-album)
 For alternative betydninger, se Recovery. (Se også artikler, som begynder med Recovery)
Recovery er det tredje studiealbum fra den skotske keltiske rockband Runrig. Det blev udgivet i 1981. Albummet omhandler Gàidhealtachds sociale histoire, der viser fornyet følelse af kulturel og politisk identitet i det gæliske samfund.
To numre blev genindspillet og udgivet på albummet Proterra i 2003.

## Spor
1. "An Toll Dubh" (The Dungeon) - 1:35
2. "Rubh nan Cudaigean" (Cuddy Point) - 2:55
3. "'Ic Iain 'Ic Sheumais" (Son of John, Son of James) - 6:07
4. "Recovery" - 5:52
5. "Instrumental" - 4:02
6. "'S tu Mo Leannan" (You Are My Love) / Nightfall on Marsco - 2:54
7. "Breaking the Chains" - 1:54
8. "Fuaim a' Bhlàir" (The Noise of Battle) - 4:55
9. "Tìr an Airm" (Land of the Army) - 4:05
10. "The Old Boys" - 4:53
11. "Dust" - 5:30

## Personel
- Donnie Munro - Vokal
- Rory MacDonald - Basguitar, vokal
- Calum MacDonald - Percussion, vokal
- Malcom Jones - Guitar, bas, harmonika, vokal
- Iain Bayne - Trommer og percussion